# Perissus ruficornis
Perissus ruficornis är en skalbaggsart som beskrevs av Maurice Pic 1926. Perissus ruficornis ingår i släktet Perissus och familjen långhorningar. Inga underarter finns listade i Catalogue of Life.